# Not an Apology
Not an Apology è il primo album in studio della cantante statunitense Bea Miller, pubblicato nel 2015.

## Tracce
1. Young Blood – 3:39
2. Fire n Gold – 3:31
3. I Dare You – 3:26
4. Paper Doll – 3:36
5. Perfect Picture – 3:07
6. Enemy Fire – 3:51
7. Force of Nature – 4:01
8. This Is Not an Apology – 3:25
9. Dracula – 2:52
10. We're Taking Over – 3:27
11. Rich Kids – 2:44